# Gastrochilus inconspicuus
Gastrochilus inconspicuus — эпифитное трявянистое растение семейства Орхидные.
Вид не имеет устоявшегося русского названия, в русскоязычных источниках обычно научное название Gastrochilus inconspicuus. Один из возможных переводов видового эпитета «inconspicuus» — неприметный.

## Синонимы
По данным Королевских ботанических садов в Кью. 

Гомотипные синонимы:
- Saccolabium inconspicuum Hook.f., 1890 basionym
- Luisia inconspicua (Hook.f.) King & Pantl., 1898
- Luisiopsis inconspicua (Hook.f.) Sath.Kumar & P.C.S.Kumar, 2005

Гетеротипные синонимы:
- Luisia micrantha Hook.f., 1890
- Cymbidium inconspicuum Wall. ex Hook.f., 1895

## Распространение
Западные и восточные Гималаи, Бангладеш, Ассам, Непал.
Произрастает в лесах на высотах от 200 до 700 метров над уровнем моря.
В природе редок. Относится к числу охраняемых видов (II приложение CITES).

## В культуре
Свет: 20000—30000 люкс.
Температурная группа: теплая.
Наиболее предпочтительна посадка на блок.